# Франшлен
Франшле́н (фр. Francheleins) — коммуна во Франции, находится в регионе Рона — Альпы. Департамент — Эн. Входит в состав кантона Сен-Тривье-сюр-Муаньян. Округ коммуны — Бурк-ан-Брес.
Код INSEE коммуны — 01225.

## География
Коммуна расположена приблизительно в 360 км к юго-востоку от Парижа, в 36 км севернее Лиона, в 36 км к юго-западу от Бурк-ан-Бреса.
На западе коммуны протекает река Сона.

## Климат
Климат полуконтинентальный с холодной зимой и тёплым летом. Дожди бывают нечасто, в основном летом.

## История
До 30 ноября 1998 года коммуна носила название Амарен-Франшлен-Сессен (фр. Amareins-Francheleins-Cesseins).

## Население
Население коммуны на 2010 год составляло 1323 человека.
| 1962 | 1968 | 1975 | 1982 | 1990 | 1999 | 2010 |
| ---- | ---- | ---- | ---- | ---- | ---- | ---- |
| 159  | 355  | 415  | 572  | 826  | 994  | 1323 |

## Администрация
| Период | Период | Фамилия          | Партия        | Примечания |
| ------ | ------ | ---------------- | ------------- | ---------- |
| 1989   | 2001   | Гастон Муассонье |               |            |
| 2001   | 2007   | Морис Горон      |               |            |
| 2007   | 2020   | Ирен Леклерк     | Разные правые |            |

## Экономика
В 2010 году среди 863 человек трудоспособного возраста (15—64 лет) 691 были экономически активными, 172 — неактивными (показатель активности — 80,1 %, в 1999 году было 74,4 %). Из 691 активных жителей работали 650 человек (349 мужчин и 301 женщина), безработных было 41 (18 мужчин и 23 женщины). Среди 172 неактивных 65 человек были учениками или студентами, 77 — пенсионерами, 30 были неактивными по другим причинам.

## Достопримечательности
- Церковь Свв. Петра и Павла (XI век). Исторический памятник с 1969 года.[4]

## Фотогалерея

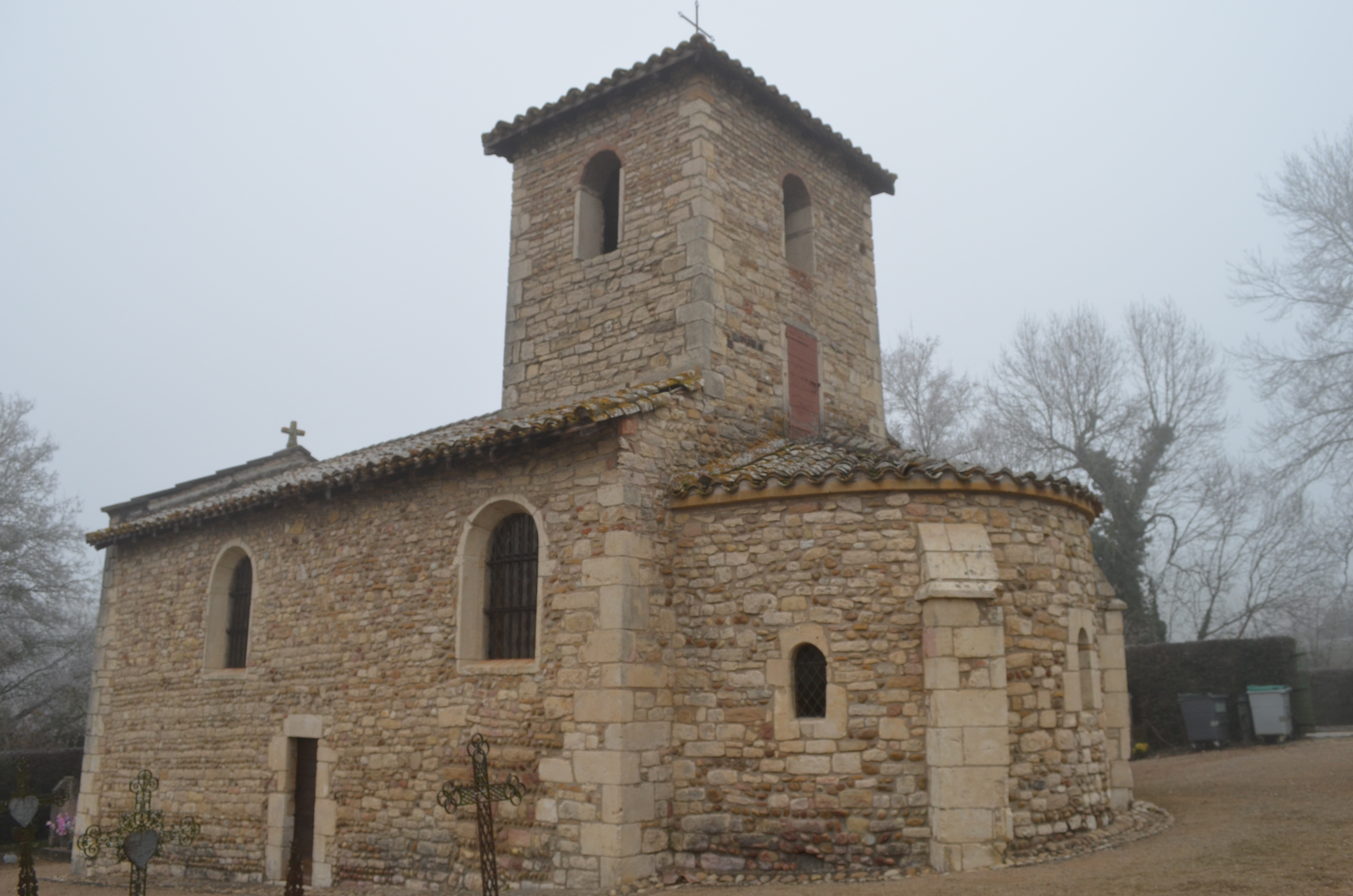
Церковь Свв. Петра и Павла
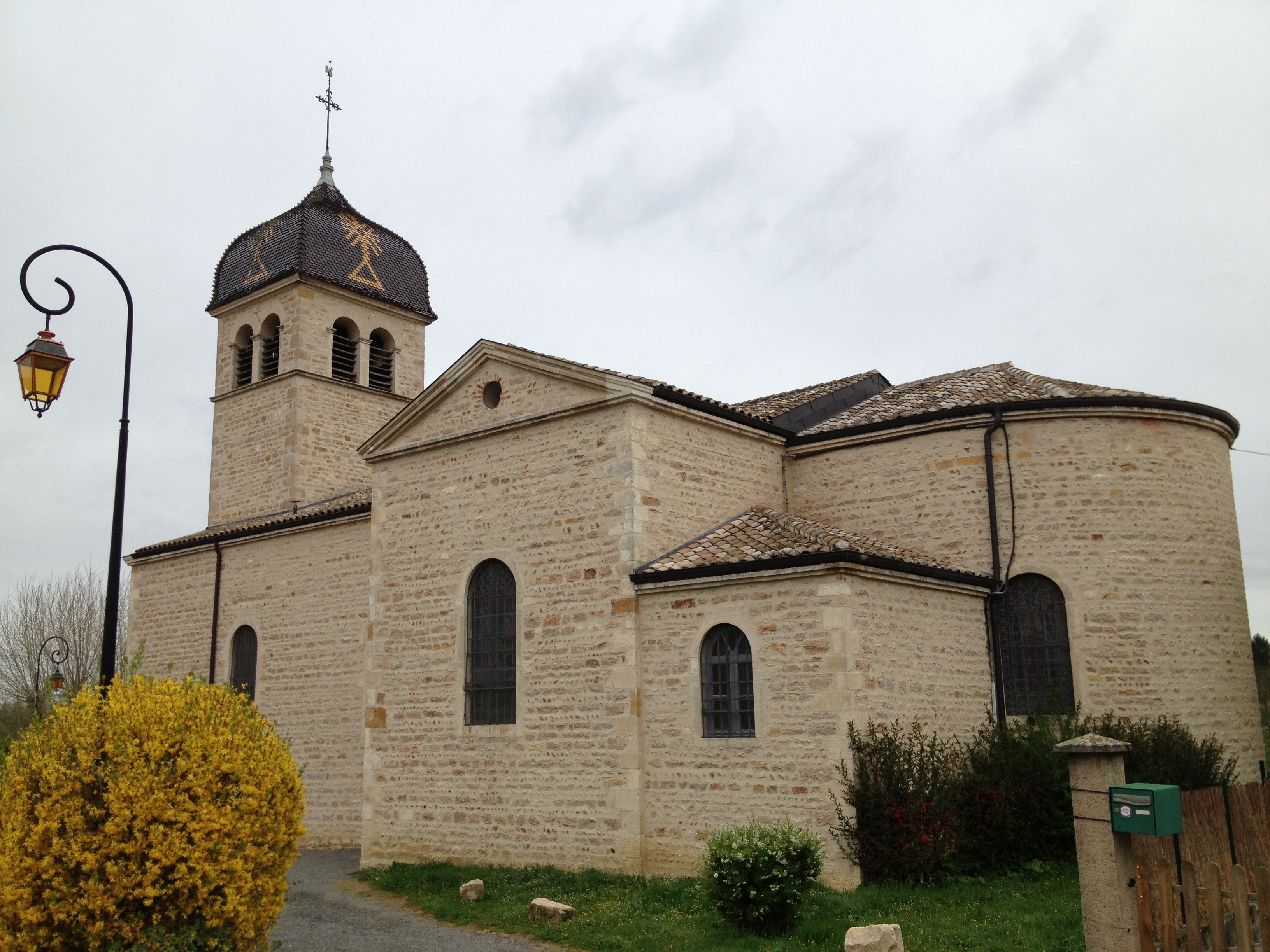
Церковь Св. Мартина
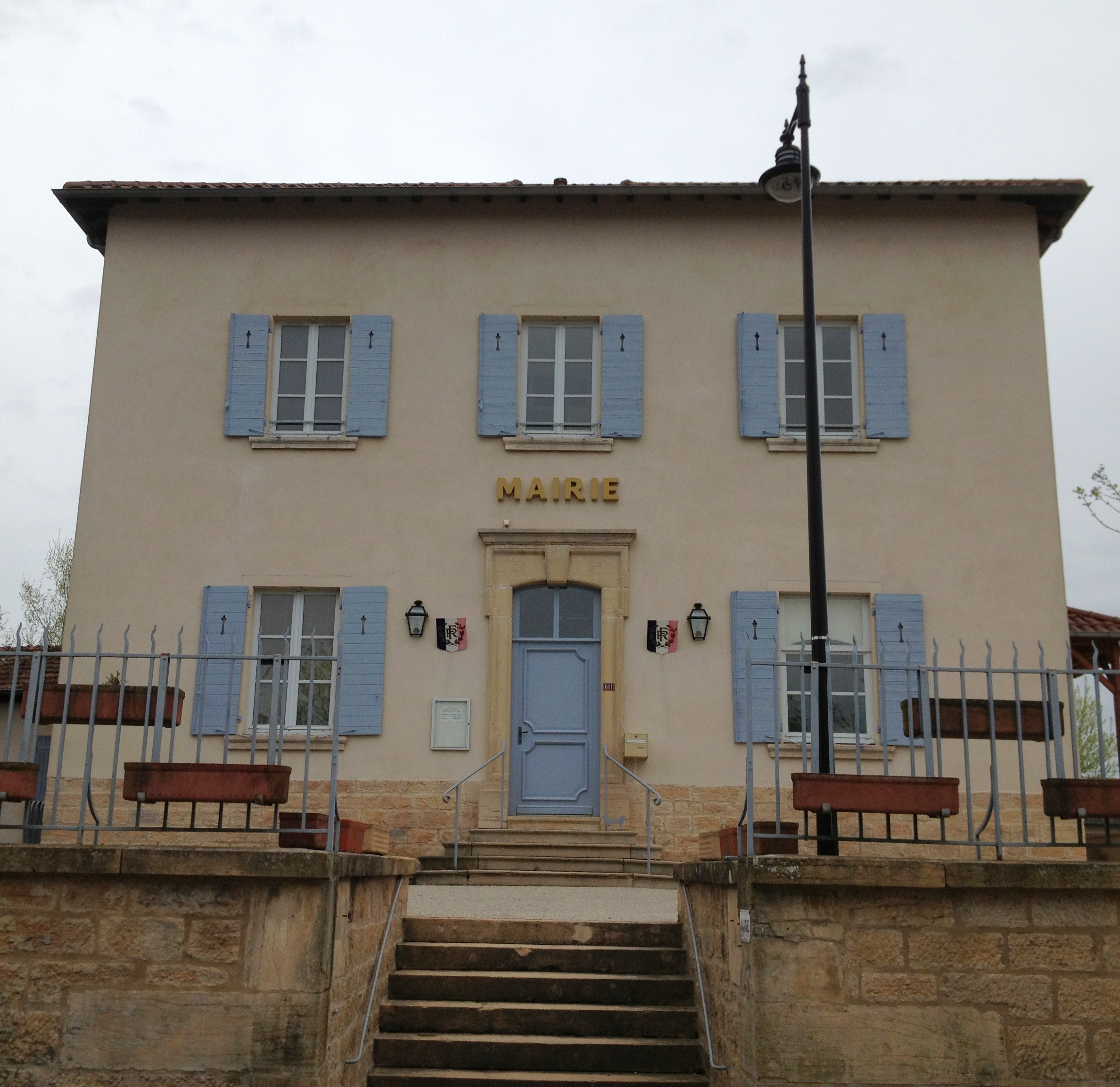
Мэрия
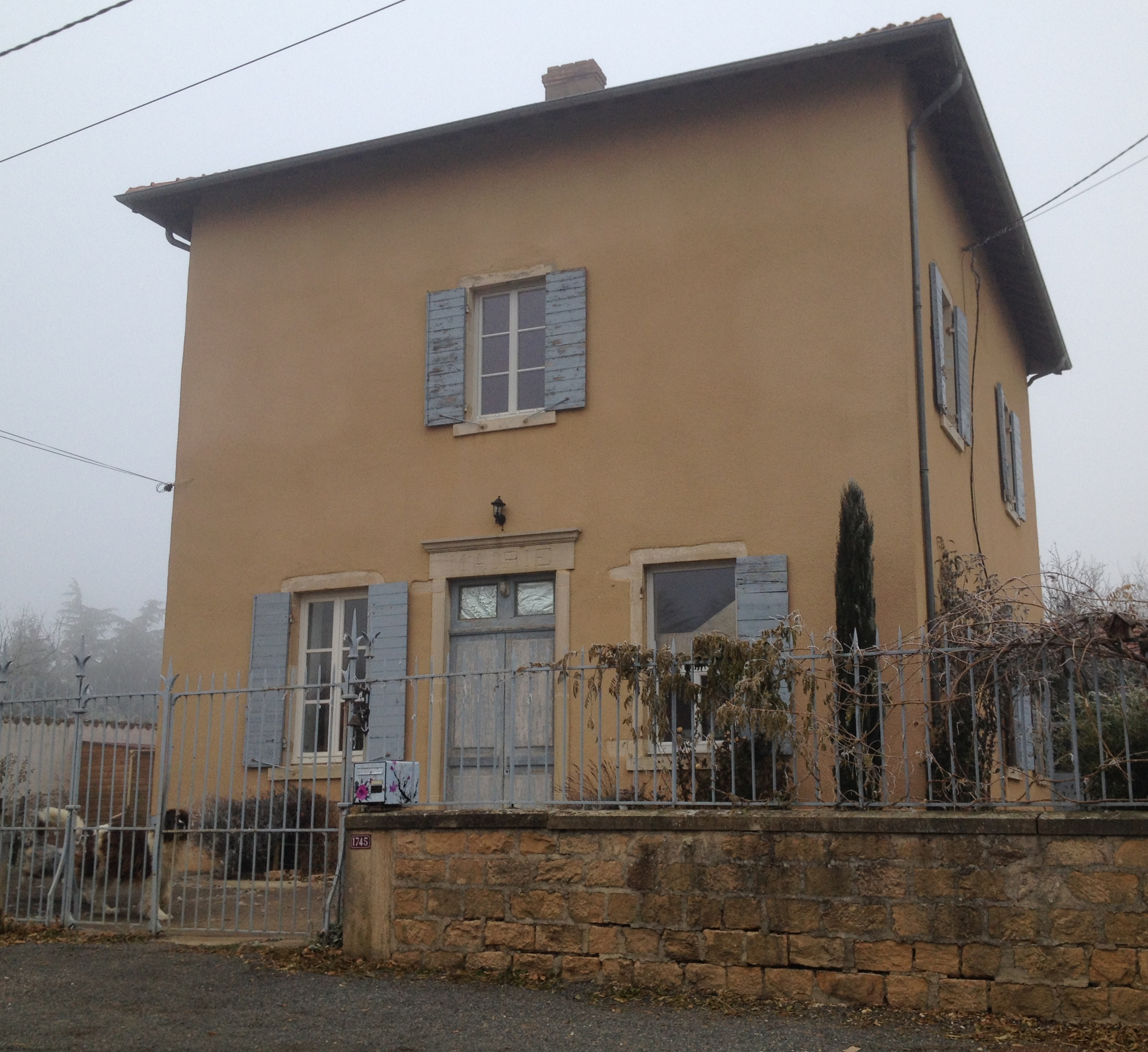
Бывшая мэрия
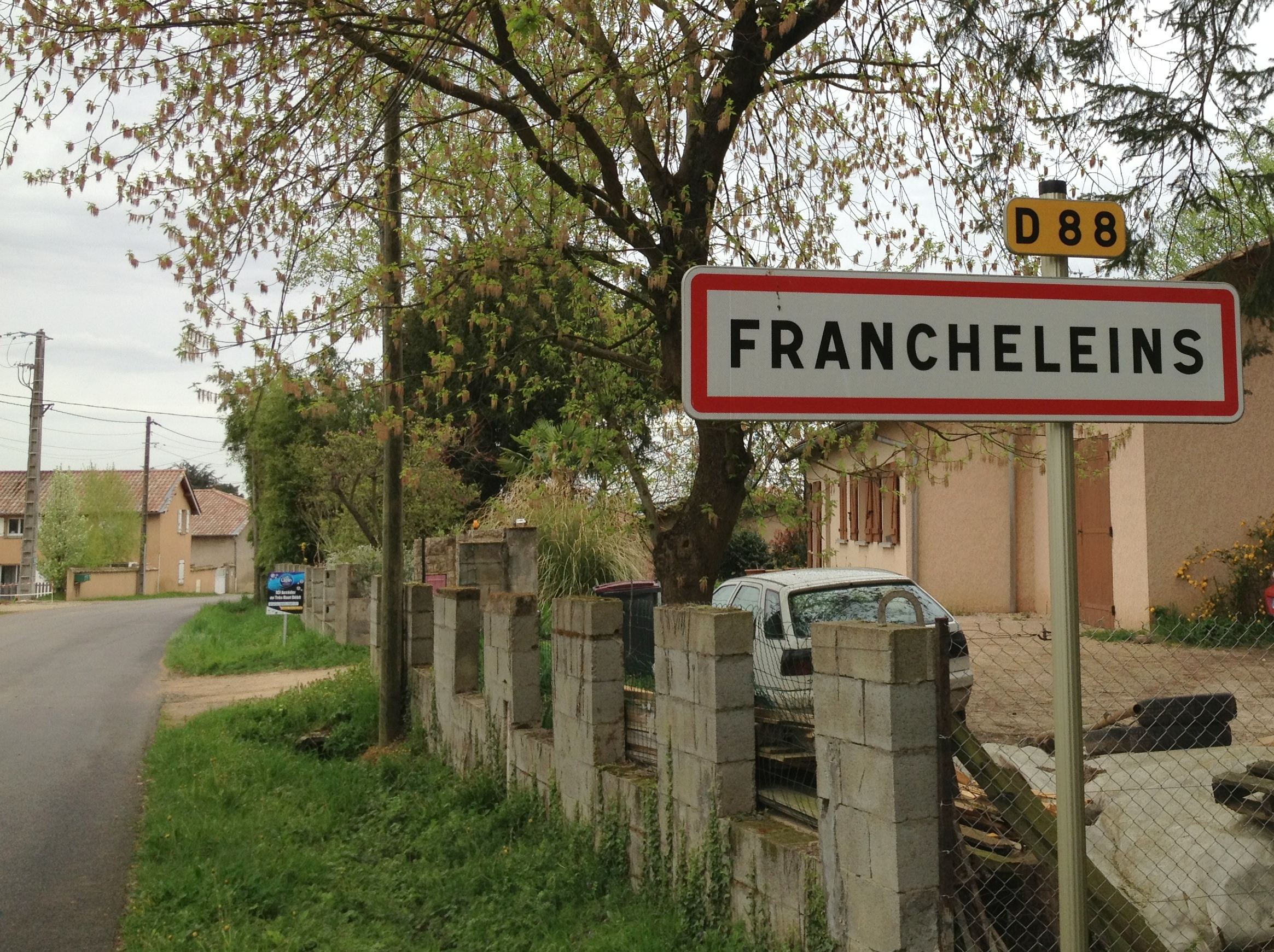
Знак на въезде во Франшлен
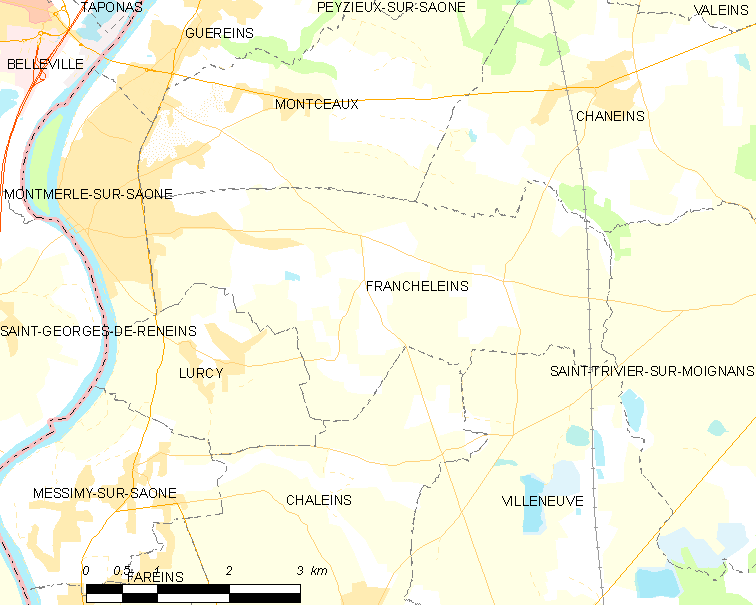
Карта коммуны